# 李学勤
李学勤（1933年3月28日—2019年2月24日），男，北京人，中国历史学家、考古学家、古文字学家、古文献学家，主要研究领域包括先秦两汉历史和思想史、考古学、古文字学与出土文献学等，对甲骨、简帛、青铜器、典籍文献、玉器、玺印、钱币等均有研究，为中国考古学、古代史、古文字学、古文献学和科技史研究和学科建设贡献良多，被誉为“百科全书”式的学者。

## 生平

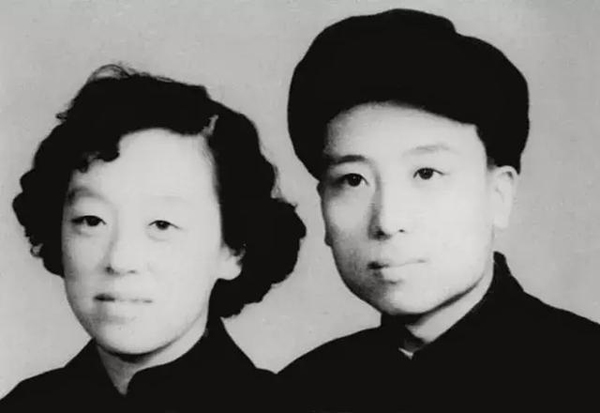
李学勤与夫人徐维莹，拍摄于1956年

1933年3月28日，李学勤生于北平市（今北京市），是家中独子。李学勤未上过幼儿园，母亲在家教他识字。由于家中没有兄弟姐妹，母亲的亲属都在上海，父亲在北京也无亲属，而且他家所在的雅宝路18号是一所靠近北京东城墙的四合院，并无邻居孩子可以一起玩耍，李学勤从小习惯独处，从四五岁开始喜爱读书。
1939年，李学勤刚入小学便因不适应而生病，三天后回家改由家庭教师教育。他的家教是一个靳姓女教师，大约教了两年时间。1941年，李学勤直接到灯市口小学读三年级，曾与后来的诗人邵燕祥同桌，五年级时转学至兴华小学。1945年，李学勤考入汇文中学。1948年初中毕业后，以第一名的成绩考取国立北平高级工业学校电机系，因入学体检时被误诊为肺结核及个人兴趣等原因，最终并未到该校就读，回到汇文中学继续读高中，期间开始学习古文字。
1951年，李学勤考入清华大学哲学系。1952年，中国高等院校院系调整，清华大学哲学系被划入北京大学，但李学勤并未到北大报到。院系调整过程中，原清华大学中文系教授陳夢家被调入中国科学院考古研究所，经陈梦家引介，李学勤调到考古研究所与曾毅公一起负责对郭若愚《殷墟文字缀合》原稿进行校对、补充工作，至1953年底该项工作完成。1953年，时任西北大学校长的侯外庐因中国科学院筹备建立历史研究所而被调到北京，任历史研究所二所副所长。同年，李学勤经人介绍结识侯外庐。在考古所期间李学勤完成了后来在1959年出版的《殷代地理简论》的初步创作。1954年，经侯外庐推荐，当时在考古研究所未被确定岗位的李学勤被调到中国科学院历史研究所二所工作，担任侯外庐的助手，参与撰写《中国思想通史》。李学勤在中国科学院历史研究所，历任研究实习员、助理研究员、研究员，其间还曾管理过历史研究所的图书馆。
1970年，李学勤到五七干校劳动改造，1971年因时任中国科学院院长郭沫若计划修改《中国史稿》被调回北京。1974年，李学勤开始参与新出土马王堆帛书的整理，1975年被借调到国家文物局。1976年，参与整理睡虎地秦墓竹简。1977年5月，中国科学院哲学社会科学部独立为中国社会科学院，历史研究所属之。1978年，李学勤返回历史研究所，任先秦研究室主任。1985年至1988年，任中国社会科学院历史研究所副所长。1991年至1998年，任中國科學院历史研究所所長。
1996年，国家“九五”科技攻关重点项目“夏商周断代工程”正式启动，李学勤任首席科学家、专家组组长。2000年9月，“夏商周断代工程”通过验收，2001年，以夏商周断代工程为基础的「十五」重點科技攻關項目「中華文明探源工程」开始部署，该项目首先进行了为期三年（2001年至2003年）的预研究，由李学勤主持。
2003年8月，李学勤到清华大学历史系任教，曾任教授、博士生导师，同时名义上仍为社科院的兼职研究员。2007年，清华大学历史学博士后科研流动站成立，李学勤为该站历史文献与古史研究方向的主要专家之一。2008年9月，清华大学出土文献研究与保护中心成立，李学勤任中心主任。在清华期间，李学勤还曾担任清华大学文科高等研究中心主任、历史系教授会主席、思想文化研究所第三任所长、国际汉学研究所所长、简帛与出土文献研究中心负责人等。
2019年2月24日0点11分，李学勤因病在北京去世，享年86岁。

## 家庭
父亲出生于1902年，曾就读于燕京大学的前身汇文大学，后肄业工作。李学勤出生时，他父亲在北京协和医院饮食部从事行政性工作。母亲是一名家庭主妇，出生于1901年，曾读过私塾。

## 社会兼职

### 客座教授、名誉教授、兼职教授
1981年，任英国剑桥大学克莱亚堂客座研究员。1985年，任日本关西大学客座教授。1988年，任澳大利亚国立大学远东系客座研究员。1994年，任泰国华侨崇圣大学名誉教授。1998年，任美国达特茅斯学院蒙哥马利研究员。2001年出任台湾新竹清华大学中文系客座教授。2002年，任韩国明知大学客座教授。还曾任南京师范大学柳诒徴史学讲座教授、南开大学文博专业兼职教授、安徽大学历史系名誉教授、吉林大学兼职教授。

### 社会团体理事
1982年，中国先秦史学会成立，任副理事长，1991年至2010年，任理事长，2015年任名誉理事长
1991年，出任中国钱币学会副理事长、中国钱币学会学术委员会主任。
中国史学会副会长、中国楚文化研究会理事长

### 学术机构成员
曾任国家文物鉴定委员会委员。
1981年6月，被选为国务院学位委员会第一届学科评议组成员，属历史学评议组，后担任历史学评议组组长。1988年10月10日，经中国国务院批准，李学勤任第二届国务院学位委员会委员，1995年3月3日、1996年7月6日分别连任第三届、第四届委员。
1999年3月，中国科学技术大学科技史与科技考古系成立，兼任学术委员会主任，并长期担任该校科学技术与文明研究中心理事。
2011年9月29日，受聘担任中国文字博物馆馆长。
2013年1月5日，由清华大学和复旦大学牵头的出土文献与中国古代文明研究协同创新中心成立，李学勤任首席专家。

### 政协委员
1998年3月，任中国人民政治协商会议第九届全国委员会委员，属社会科学界。

### 杂志编委、顾问
法国远东学院《法国汉学》编委会成员、河南大学《史学月刊》顾问。

## 学术活动
李学勤长期致力于先秦史研究，注重将传世文献与考古学、出土文献相结合的“多重证据法”研究。李学勤于1981年在陕西西安出席第二次先秦史学术讨论会时，作《重新估价中国古代文明》发言，1992年在北京语言学院组织的座谈会上发表了题为《走出疑古时代》的演讲，1998年后又提出“重写中国学术史”的口号，主张中国学术界应脱离晚清以来的疑古思潮，摆脱旧观点的束缚。
李学勤被认为是战国文字学科的奠基人，曾参加过长沙楚帛书、包山楚简、郭店楚简、上海博物馆藏楚简的研究，以及马王堆汉墓帛书、银雀山汉简、定县汉简、云梦秦简、张家山汉简等的整理和研究。

## 主要著作
| 年份   | 著作             | 出版社           | 备注                           |
| ------ | ---------------- | ---------------- | ------------------------------ |
| 1955年 | 殷墟文字缀合     | 科学出版社       | 与郭若愚、曾毅公合著           |
| 1959年 | 殷代地理简论     | 科学出版社       |                                |
| 1984年 | 东周与秦代文明   | 文物出版社       |                                |
| 1985年 | 古文字学初阶     | 中华书局         |                                |
| 1989年 | 李学勤集         | 黑龙江教育出版社 |                                |
| 1990年 | 新出青铜器研究   | 文物出版社       |                                |
| 1991年 | 比较考古学随笔   | 中華書局（香港） |                                |
| 1992年 | 周易经传溯源     | 长春出版社       |                                |
| 1994年 | 简帛佚籍与学术史 | 时报出版         |                                |
| 1994年 | 走出疑古时代     | 辽宁大学出版社   |                                |
| 1996年 | 殷墟甲骨分期研究 | 上海古籍出版社   | 与人合作                       |
| 1996年 | 古文献丛论       | 上海远东出版社   |                                |
| 1997年 | 失落的文明       | 上海文艺出版社   |                                |
| 1998年 | 缀古集           | 上海古籍出版社   |                                |
| 1998年 | 四海寻珍         | 清华大学出版社   |                                |
| 1999年 | 夏商周年代学札记 | 辽宁大学出版社   |                                |
| 2001年 | 重写学术史       | 河北教育出版社   |                                |
| 2005年 | 李学勤文集       | 上海辞书出版社   | 中国社会科学院学术委员文库之一 |

## 奖项和荣誉

### 奖项
2013年7月8日，获得“汉语人文学术写作终身成就奖”。
2013年9月27日，被第六届世界儒学大会授予2013年度“孔子文化奖”。
2014年9月29日，获首届国学大典“全球华人国学奖终身成就奖”。
2015年12月17日，获第四届吴玉章人文社会科学终身成就奖。
2017年，获由北京师范大学会林文化基金和中国文化国际传播研究院主办的第三届会林文化奖。
2018年，其著作《清华大学藏战国竹简（壹-柒）》获得第五届郭沫若历史学奖一等奖。

### 荣誉
1984年，李学勤获得国家“有突出贡献中青年专家”称号。
1986年，被推选为美国东方学会荣誉会员。
1991年，获得中国国务院“政府特殊津贴”。
1997年，被选为国际欧亚科学院院士。
2001年，获得“‘九五’国家重点科技攻关计划突出贡献者”称号。
2002年，获得全国“杰出专业技术人才”称号。
2012年，被香港浸會大學授予“榮譽文學博士”学位。
中央文史研究馆馆员。

## 争议

### 政治运动
在1957年的反右运动中，曾推荐李学勤进入中国科学院考古研究所的陈梦家被划成“右派分子”，李学勤应考古研究所的要求撰写了《评陈梦家殷虚卜辞综述》一文，发表于《考古学报》，文中尖锐地质疑了陈梦家的学术成就，并在文章结尾对陈梦家进行了人身攻击：“陈梦家并未拿出任何实在的成果，与他的傲慢自大相称。陈梦家这个人自命甚高。比如说，在书里的第20章，陈梦家忽略了很多其他学者的研究和理论，只是收录了他自己的想法……我们不应该接受这种竭力鼓吹自己的态度。”
李学勤后来在21世纪初接受美国《纽约客》记者何伟（Peter Hessler）访问时表示，当时年轻的他没法抗拒身边的压力而写出了《评陈》一文，但在文章里已避免提及政治话题，其中的学术观点没有问题，而人身攻击不是他的本意。同时，李学勤还表示1960年代初在考古研究所再碰见陈梦家时感觉很内疚，后悔曾发表《评陈》一文。
2006年，在纪念陈梦家学术座谈会上，李学勤曾作《学术的综合和创新——纪念陈梦家先生》一文，高度赞扬了包括《殷虚卜辞综述》在内的陈梦家的学术贡献。

### 走出疑古
李学勤提出的“走出疑古时代”口号，以及其主持的“夏商周断代工程”，曾受到中国学术界多名学者的质疑，有政治压倒学术之嫌。中国社会科学院历史研究所研究员吴锐曾对该工程“多学科结合”和“高科技”基础两个宣传点均提出质疑，同时指出该工程不提倡学术争论，在没有新的证据的情况下仅靠协商来解决过去的争论，认为“走出疑古时代”是在历史学领域呼应保守主义的标志性口号，2001年之后的诸多新出文物也证明该工程“闭门造谱”的做法非常离谱。2003年12月，由中国社会科学院、湖北民族学院专家编纂的论文集《古史考》出版，该书第九卷全面否定了夏商周断代工程的结论。

## 逸闻
曾有记者推断《最新模范文选》中收录的一篇署名北京华氏小学校六年级生李学勤的作文《踏雪应试》是由传主所作，后李学勤在接受其他记者访问时否认。